# Vi de Moldàvia

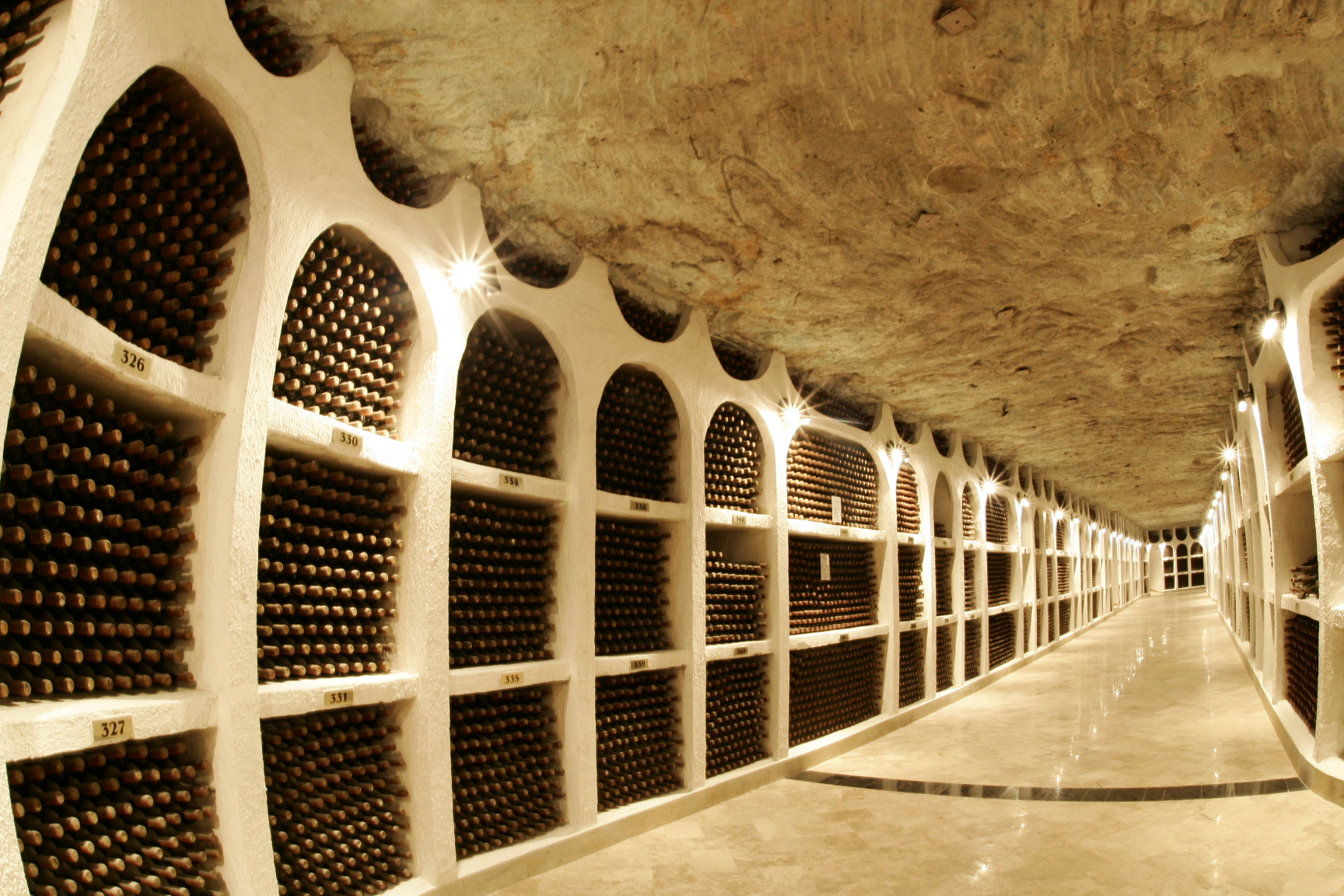
Enoteca Nacional a Cricova

El vi de Moldàvia actualment té una producció d'uns 2 milions d'hectolitres de vi (a partir del 2018). Moldàvia té una indústria vitivinícola consolidada. És l'onzè país productor de vi europeu més gran. Moldàvia té una superfície de vinya de 148,500 hectàrees (367,000 acres) de les quals 107,800 hectàrees (266,000 acres) s'utilitzen per a la producció comercial. Les 40,700 hectàrees (101,000 acres) són vinyes plantades a pobles al voltant de les cases que s'utilitzaven per elaborar vi casolà. Moltes famílies tenen les seves pròpies receptes i fils de raïm que s'han transmès a través de les generacions. Hi ha 3 regions vitivinícoles històriques: Valul lui Traian (sud-oest), Stefan Voda (sud-est) i Codru (centre), destinades a la producció de vins amb indicació geogràfica protegida. El 2017 Moldàvia va ser el vintè país productor de vi més gran del món.

## Història

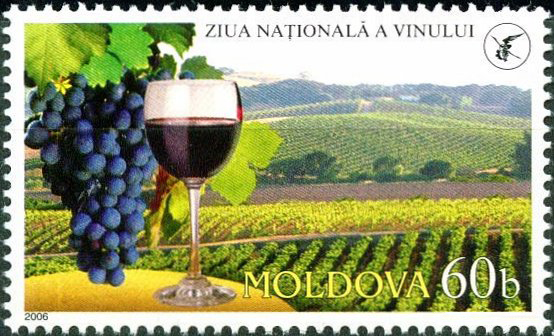
Segell de correus de Moldàvia, dedicat al Dia Nacional del Vi

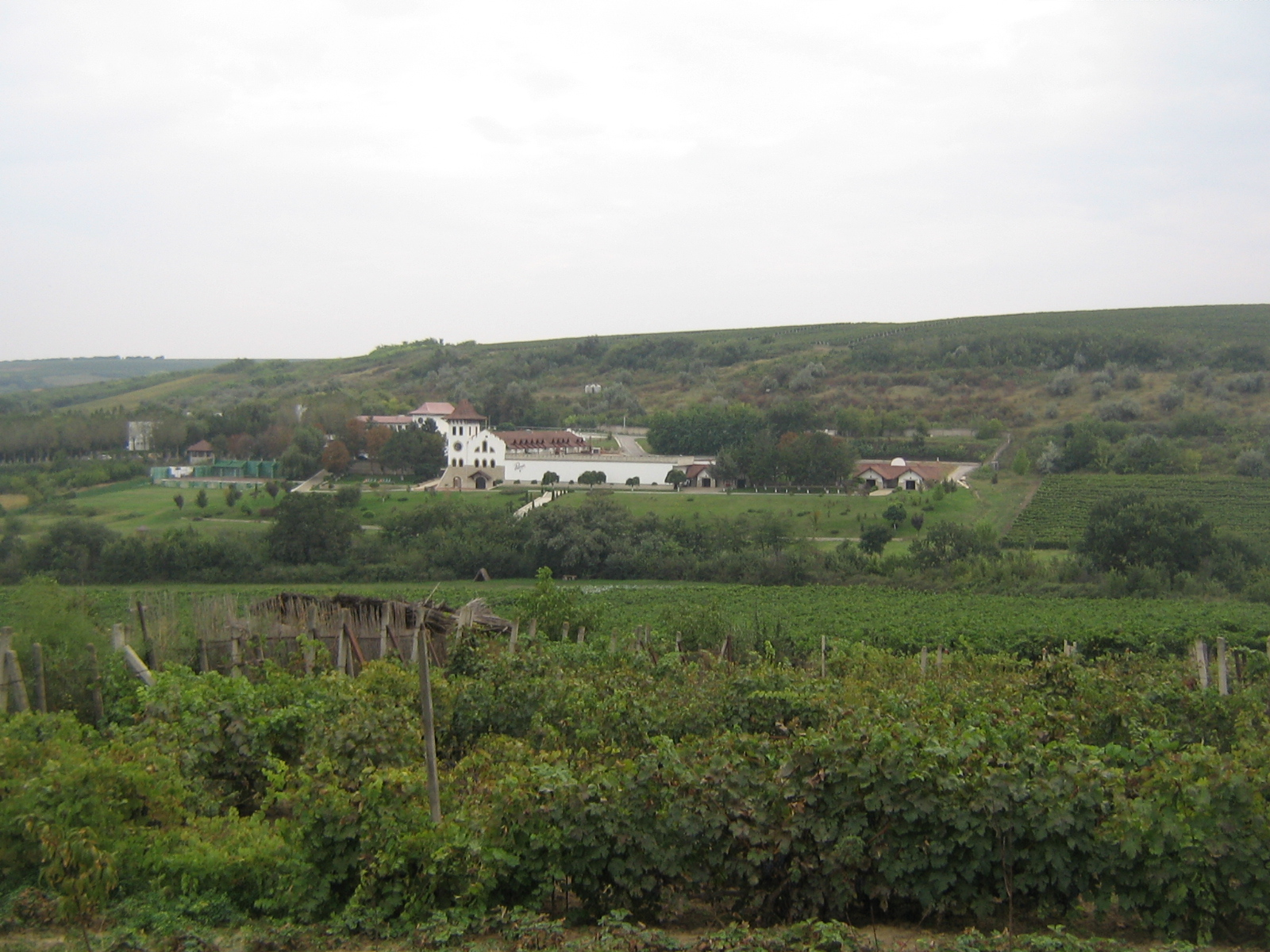
El celler Purcari envoltat de vinyes. La vinya a l'avantguarda és una vinya "de poble" que s'utilitza per fer vi casolà

Els fòssils de fulles de vinya Vitis teutonica a prop del poble de Naslavcia, al nord de Moldàvia, indiquen que el raïm va créixer aquí fa aproximadament 6 a 25 milions d'anys. La mida de les empremtes de llavors de raïm trobades a prop del poble de Varvarovca, que es remunten al 2800 aC, demostren que en aquella època el raïm ja s'estava cultivant. Després del tractat de Bucarest el 1812, quan la regió es va convertir en una província de l'Imperi Rus, la indústria vitivinícola va tornar a florir. Les principals varietats eren les tradicionals: Rară Neagră, Plavai, Galbena, Zghiharda, Batuta Neagră, Fetească Albă, Fetească Neagră, Tămâioasa, Cabasia i moltes altres varietats locals hongareses, búlgares, gregues i turques. En aquest període, els viticultors van obtenir suport governamental i el 1837 la zona de vinya a Bessaràbia va arribar a les 14.000 hectàrees i la producció de vi va arribar als 12 milions de litres. A la segona meitat del segle xix es va produir una plantació intensiva de varietats franceses de nova introducció, com ara Pinot blanc, Pinot noir, Pinot gris, Aligote, Cabernet Sauvignon, Sauvignon blanc, Gamay, Muscat blanc.
El 2006, un conflicte diplomàtic amb Rússia va provocar la prohibició russa del 2006 de vins moldaus i georgians, que va danyar significativament la indústria vitivinícola de Moldàvia. Es va imposar una nova prohibició el setembre de 2013, com a resultat de l'anunci de Moldàvia sobre els plans per signar un projecte de tractat d'associació amb la Unió Europea.

## Regions vitivinícoles de Moldàvia
A Moldàvia es troben quatre regions vitivinícoles:
- Bălți (zona nord)
- Codru (zona central)
- Purcari (zona sud-est)
- Cahul (zona sud)

La regió més important, la zona sud, és adequada per a vins negres dolços i semidolços. Els vins blancs tenen un alt contingut en alcohol. Microregions com Taraclia, Ciumai, Comrat, Ceadir-Lunga, Baurci, Cazaiac, Tomai, o Cimislia també es troben a la regió sud.

## Varietats de raïm

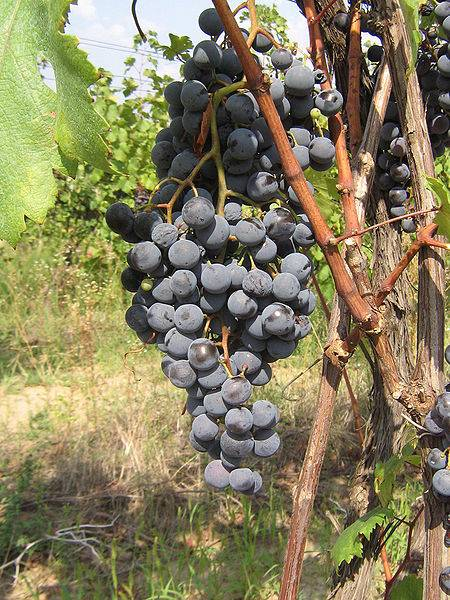
Rară Neagră: la principal varietat vermella autòctona

La viticultura moldava es caracteritza per una gran varietat de raïm: 
| Varietats | Proporció |
| Blanc     | 70%       |
| Vermell   | 24%       |
| Taula     | 6%        |

| Tipus    | Proporció |
| Europeu  | 70%       |
| Nacional | 16%       |
| Caucàsic | 14%       |

### Varietats locals
Actualment, a Moldàvia encara es poden trobar algunes poques varietats locals:
- Fetească albă: varietat blanca autòctona;
- Fetească regală: varietat blanca, un encreuament natural entre Fetească albă i Furmint ;
- Rară Neagră: varietat vermella que s'utilitza tradicionalment per barrejar-se amb altres varietats, per exemple, el famós Negru de Purcari. Responsable de la fama dels vins Purcari al segle xviii, abans de la introducció del Cabernet Sauvignon. Superfície total plantada: 170 hectàrees, principalment a la regió de Purcari ;
- Fetească neagră: varietat de raïm negre;
- Plavai: Varietat blanca, popular al segle xix i principis del segle xx. Aquesta varietat ara és rara;
- Busuioacă albă: varietat aromàtica blanca.

### Varietats introduïdes
Varietats blanques: Chardonnay, Sauvignon blanc, Aligoté, Pinot gris, Pinot blanc, Riesling, Traminer, Muscat, Silvaner, Müller-Thurgau i Rkatsiteli.
Varietats negres: Cabernet Sauvignon, Merlot, Pinot noir, Malbec, Saperavi, Gamay.
Recentment: Syrah, Cabernet Franc, Petit Verdot, Carinyena, Montepulciano, Sémillon, Ugni blanc i Tempranillo es van registrar condicionalment per al judici.

## Divin
Divin: representa el nom, patentat a la República de Moldàvia, de l'aiguardent del país, produït d'acord amb la tecnologia clàssica de producció de conyac.

## Cellers

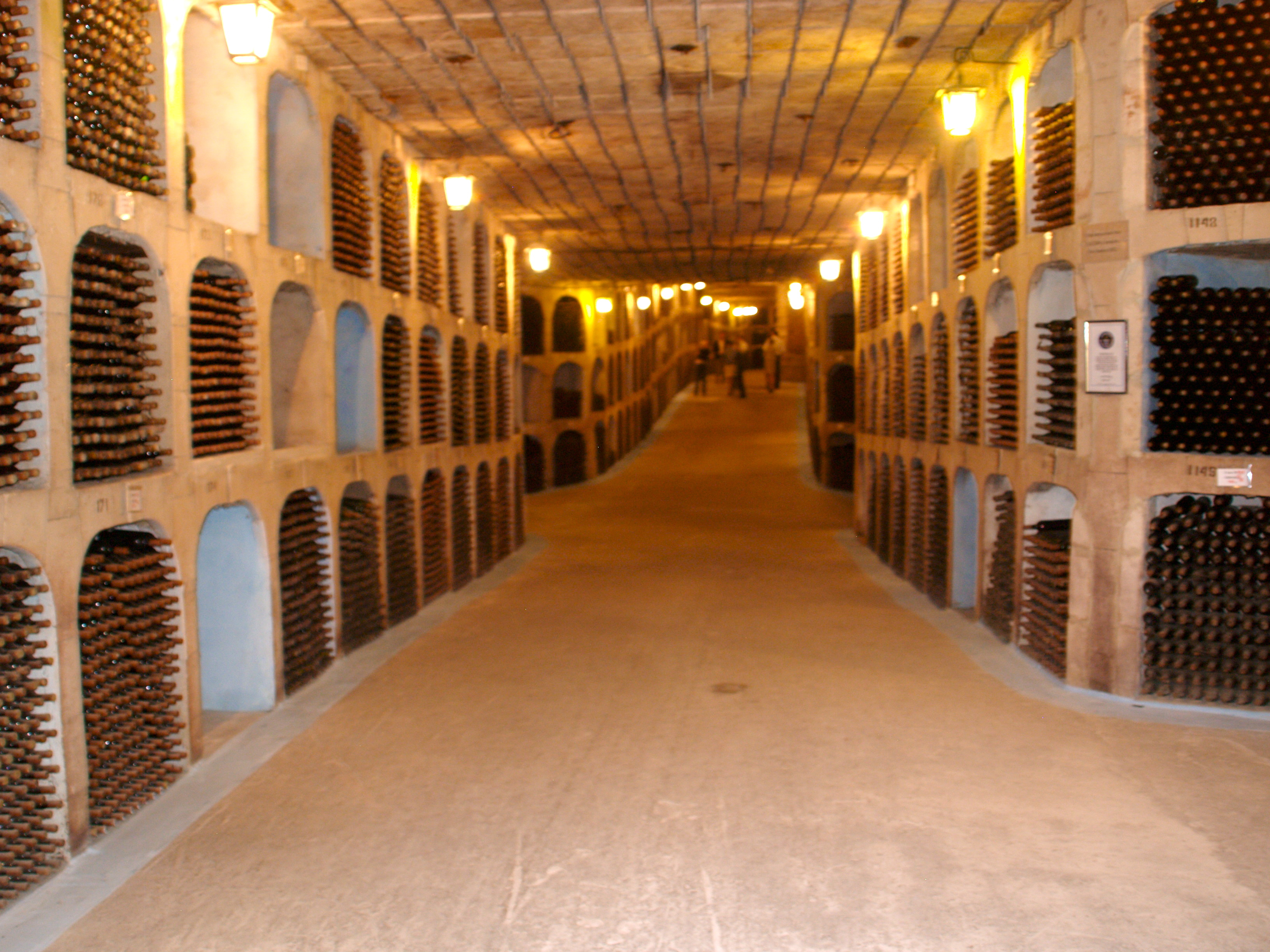
Mileștii Mici : els cellers més grans del món

La col·lecció de vins de Moldàvia "Mileștii Mici", amb gairebé 2 milions d'ampolles, és la col·lecció de vins més gran del món, segons el llibre Guinness. S'estén per 250 km, dels quals només 120 Actualment s'utilitzen km.
El celler Cricova també compta amb una extensa xarxa de túnels que s'allarguen per 120 km.

## Indústria vitivinícola
El Moldova Wine Guild és una associació sense ànim de lucre creada l'agost de 2007 per diversos cellers privats líders de Moldàvia, és a dir Acorex Wine Holding, Vinaria Bostavan, Chateau Vartely, DK-Intertrade, Dionysos-Mereni, Lion-Gri i Vinaria Purcari.
Junts, els cellers exporten més d'un terç de tot el vi de Moldàvia. Els cellers membres estan units pel seu desig d'augmentar el perfil de Moldàvia com un dels principals països productors de vi europeus. Per assolir aquest objectiu, els membres treballen junts per promocionar els seus vins al mercat internacional mitjançant iniciatives de màrqueting conjuntes i educar el comerç internacional de vins i la premsa sobre Moldàvia.